# 118 Korpus Strzelecki (ZSRR)
118 Korpus Strzelecki (ros. 118-й стрелковый корпус) – wyższy związek taktyczny Armii Czerwonej.
118 Korpus Piechoty został sformowany w 1943. Jego szlak bojowy prowadził z rejonu Leningradu, przez Psków, Rzeszów, Staszów, Chmielnik, Tarnowskie Góry, Opole i Świdnicę, a zakończył w rejonie Wałbrzycha.
W czasie walk na ziemiach polskich 118 Korpusem Piechoty dowodził gen. Dmitrii Abakumow, a następnie gen. Aleksandr Naumow. Korpus wchodził w skład 21 Armii i razem z tą armią uczestniczył w walkach zakończonych zdobyciem Bytoma, walkami z wojskami niemieckimi zakończonymi zdobyciem Nysy 24 marca 1945.

## Dowódcy korpusu
- gen. mjr Władimir Paramzin (06.12.1943 – 06.08.1944)
- gen. mjr Dmitrij Abakumow (07.08.1944 – 26.10.1944)
- gen. mjr Aleksandr Naumow (27.10.1944 – 11.05.1945)[3][1]

## Struktura organizacyjna
Skład w styczniu 1945 roku:
- 128 Dywizja Piechoty
- 282 Dywizja Piechoty
- 291 Dywizja Piechoty